# Jennifer Stoddart
Jennifer Stoddart (* 1949 in Toronto) war von 2003 bis 2013 die Privacy Commissioner of Canada, die kanadische Datenschutzbeauftragte.
Stoddart hat eine Lizenz für Zivilrecht von der McGill-Universität sowie den Master of Arts in Geschichte der Université du Québec à Montréal und betrieb Doktorandenstudien an der Universität von Paris VII. Sie lehrte Geschichts- und Rechtswissenschaften an der UQAM und der McGill-Universität.
Stoddart hatte verschiedene Ämter in der öffentlichen Verwaltung der Regierungen von Québec und Kanada inne, einschließlich in den Menschenrechtskommissionen von Kanada und Québec. Zurzeit ist sie Vorstandsmitglied des kanadischen Instituts für Justizverwaltung.
Bevor sie zum Privacy Commissioner, also zur Datenschutzbeauftragten von Kanada ernannt wurde, war Stoddart Präsidentin der Commission d'accès à l'information du Québec, einer für den Informationszugang und den Datenschutz zuständigen Behörde.
Am 1. Dezember 2003 wurde Stoddart zum kanadischen Privacy Commissioner ernannt. Die Amtszeit beträgt sieben Jahre. Sie vertritt Kanada in der Internationalen Konferenz der Beauftragten für den Datenschutz und den Schutz der Privatsphäre.
Im November 2005 zeigte ein Journalist Stoddart ihre Telefonverbindungsdaten der letzten paar Monate – sowohl die der Gespräche, die von ihrem Privatanschluss geführt wurden, als auch die Daten des ihr von der Regierung zur Verfügung gestellten Blackberry-Systems. Der Journalist hatte die Daten online bei einem US-Datenbroker für 200 US-Dollar gekauft, ohne weitere Nachfragen beantworten zu müssen.